# Félix Savart
Pour les articles homonymes, voir Savart.
Félix Savart, né à Mézières (Ardennes) le 30 juin 1791 et mort à Paris le 16 mars 1841, est un médecin chirurgien et physicien français.

## Biographie
Félix Savart est né à Mézières (Ardennes) le 30 juin 1791 dans une famille de militaires du génie érudits, dont son père Gérard et son frère Nicolas notamment. Son grand-père fut préparateur de l’Abbé Nollet.

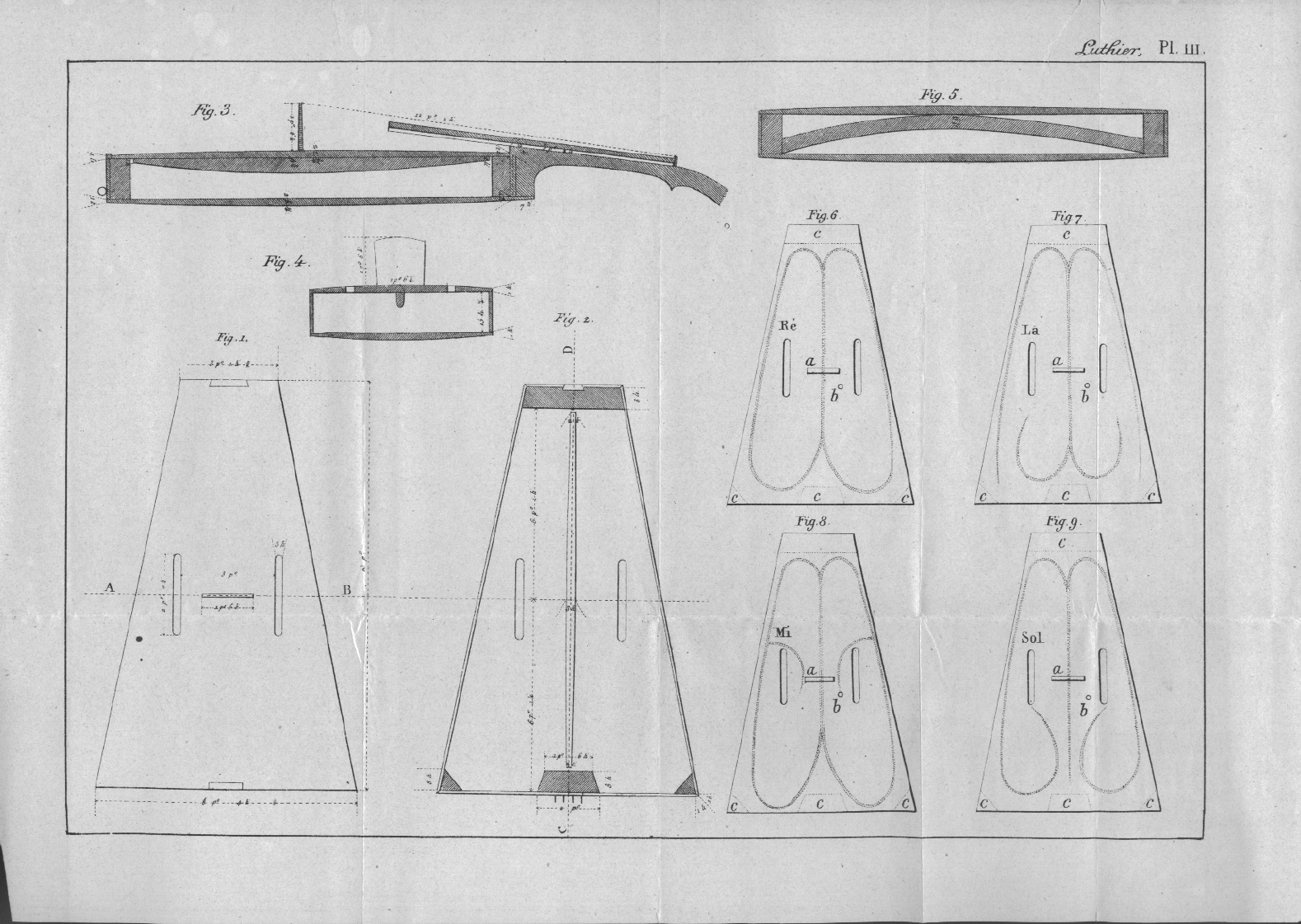
Plan du violon imaginé par Félix Savart. Planche de l'Encyclopédie Roret, article Luthier.

D’abord formé à la médecine à l'hôpital de Metz (il traduisit le traité De Medicina, de Celse), il est enrôlé comme chirurgien des armées en 1810. Il quitte l'armée avec la fin de l'Empire et soutient sa thèse de médecine en 1816 à Strasbourg. C’est à son arrivée à Paris en 1819 que, épaulé par Jean-Baptiste Biot, sa carrière démarre (ils formuleront ensemble la loi de Biot-Savart sur le magnétisme créé par un courant électrique). Contemporain de Arago, Biot, Fresnel et Laplace, il a exercé pendant l’âge d’or de la science classique, dont il est un des plus brillants représentants, des plus éclectiques et des plus créatifs. Ses nombreuses contributions vont de l’électromagnétisme, l’étude des vibrations et de l’élasticité des solides, à l’acoustique (il est le concepteur, avec le luthier Jean-Baptiste Vuillaume, d’un célèbre violon trapézoïdal) et à la mécanique des fluides. Ses expériences sur la cohésion des liquides, publiées dans une série d’articles visionnaires aux Annales de Chimie et de Physique en 1833,,, continuent à influencer des travaux contemporains,,. Il fut, avant que Joseph Plateau en comprenne le mécanisme, le premier à documenter le mode de fractionnement d’un jet liquide en gouttes et sa sensibilité à l’excitation acoustique ambiante.
Il est élu à l'Académie des sciences en 1827, succédant à Augustin Fresnel, et titulaire de la chaire de physique générale et expérimentale du Collège de France en 1836, succédant à André-Marie Ampère et précédant Henri Victor Regnault. Il est élu membre étranger de la Royal Society le 30 mai 1839.
Il meurt d’une « affection grave de poitrine » à Paris le 16 mars 1841.

## Hommages
Son nom a été donné à une unité de mesure des intervalles musicaux : le savart.
Le 18 mars 1841, Antoine Becquerel terminait l’éloge funèbre à Félix Savart ainsi : « En Savart périt une des gloires de l’Académie, modèle parfait à citer sans cesse aux jeunes physiciens qui cherchent à reculer les limites de la science. C’est dans ses mémoires, véritables monuments scientifiques, qu’ils apprendront l’art des expériences et des méthodes ingénieuses à l’aide desquelles on peut interroger la nature. »
Sa sépulture au cimetière du Père-Lachaise (8e division), dégradée au fil du temps, a été sauvegardée au titre des personnalités du cimetière et nettoyée en 2019. À l’initiative d’Emmanuel Villermaux, un pupitre en pierre d’Euville taillé par Hugues de Bazelaire a été apposé sur la dalle recouvrant la tombe le 25 juin 2021. Il mentionne, outre son nom et ses dates, la qualité du défunt : Physicien, qui à l’époque désignait ce que nous appelons aujourd’hui un expérimentateur.

## Ouvrages
- Mémoire sur la construction des instruments à cordes et à archet, Paris, Deterville, 1819, 118 p.

## Sources
1. ↑  (en) McKusick, V. A. et Wiskind, H. K., « Félix Savart (1791-1841), Physician-Physicist », Journal of the history of medicine and allied sciences,‎ 1959, p. 411-423 (lire en ligne).
2. 1 2  Savants et inventeurs entre la gloire et l'oubli: actes du 134e Congrès national des sociétés historiques et scientifiques "Célèbres ou obscurs, hommes et femmes dans leurs territoires et leur histoire": Bordeaux, 20-24 avril 2009, Éditions du Comité des travaux historiques et scientifiques, coll. « CTHS-Sciences », 2014 (ISBN 978-2-7355-0813-6, OCLC 876895995, lire en ligne)
3. ↑  « COLLECTIONS DU MUSÉE DE LA MUSIQUE ».
4. ↑  Savart, F., « Mémoire sur la constitution des Veines liquides lancées par des orifices circulaires en mince paroi », Annales de Chimie et de Physique, vol. 53,‎ 1833, p. 337-386.
5. ↑  Savart, F., « Mémoire sur le Choc d'une Veine liquide lancée contre un plan circulaire », Annales de Chimie et de Physique, vol. 54,‎ 1833, p. 56-87.
6. ↑  Savart, F., « Mémoire sur le Choc de deux Veines liquides animées de mouvements directement opposés », Annales de Chimie et de Physique, vol. 55,‎ 1833, p. 257-310.
7. ↑  Villermaux, E., Pistre, V. et Lhuissier, H., « The viscous Savart sheet », J. Fluid Mech., vol. 730,‎ 2013, p. 607-625.
8. ↑  Gordillo, J.M., Lhuissier, H. et Villermaux, E., « On the Cusps Bordering Liquid Sheets », J. Fluid Mech., vol. 754,‎ 2014, R1.
9. ↑  Villermaux, E. et Almarcha, C., « Node Dynamics and Cusps Size Distribution at the Border of Liquid Sheets », Phys. Rev. Fluids, vol. 1,‎ 2016, p. 041902.
10. 1 2  « Discours prononcé aux funérailles de M. Savart le 18 mars 1841, par M. Becquerel ».